# Desmodus draculae
Desmodus draculae is een uitgestorven zoogdier uit de familie van de bladneusvleermuizen van de Nieuwe Wereld (Phyllostomidae). De wetenschappelijke naam van de soort werd voor het eerst geldig gepubliceerd door Morgan, Linares & Ray in 1988.

## Voorkomen
De soort kwam in ieder geval voor in Venezuela en Brazilië.